# Championnats de France de cyclisme sur route 2023
Les championnats de France de cyclisme sur route 2023 se déroulent du 22 au 25 juin 2023, pour les épreuves élites à Hazebrouck et Cassel et du 2 au 6 août 2023, pour les épreuves Avenir à Plédran.

## Élite

### Programme
Le programme des épreuves élites disputées entre Hazebrouck et Cassel est le suivant :
- Jeudi 22 juin
  - Contre-la-montre individuel - Élites femmes : 31,3 km
  - Contre-la-montre individuel - Élites hommes (professionnels et amateurs) : 31,3 km
- Samedi 24 juin
  - Course en ligne - Élites hommes (amateurs) : 155 km (10 tours)
  - Course en ligne - Élites femmes : 99,8 km (6 tours)
- Dimanche 25 juin
  - Course en ligne - Élites hommes (professionnels) : 224 km (15 tours)

Parcours
Les différentes courses en ligne se déroulent sur un circuit de 13,8 kilomètres à parcourir entre 6 et 15 fois selon les épreuves. Ce circuit est relativement vallonné avec une arrivée en côte.

### Podiums

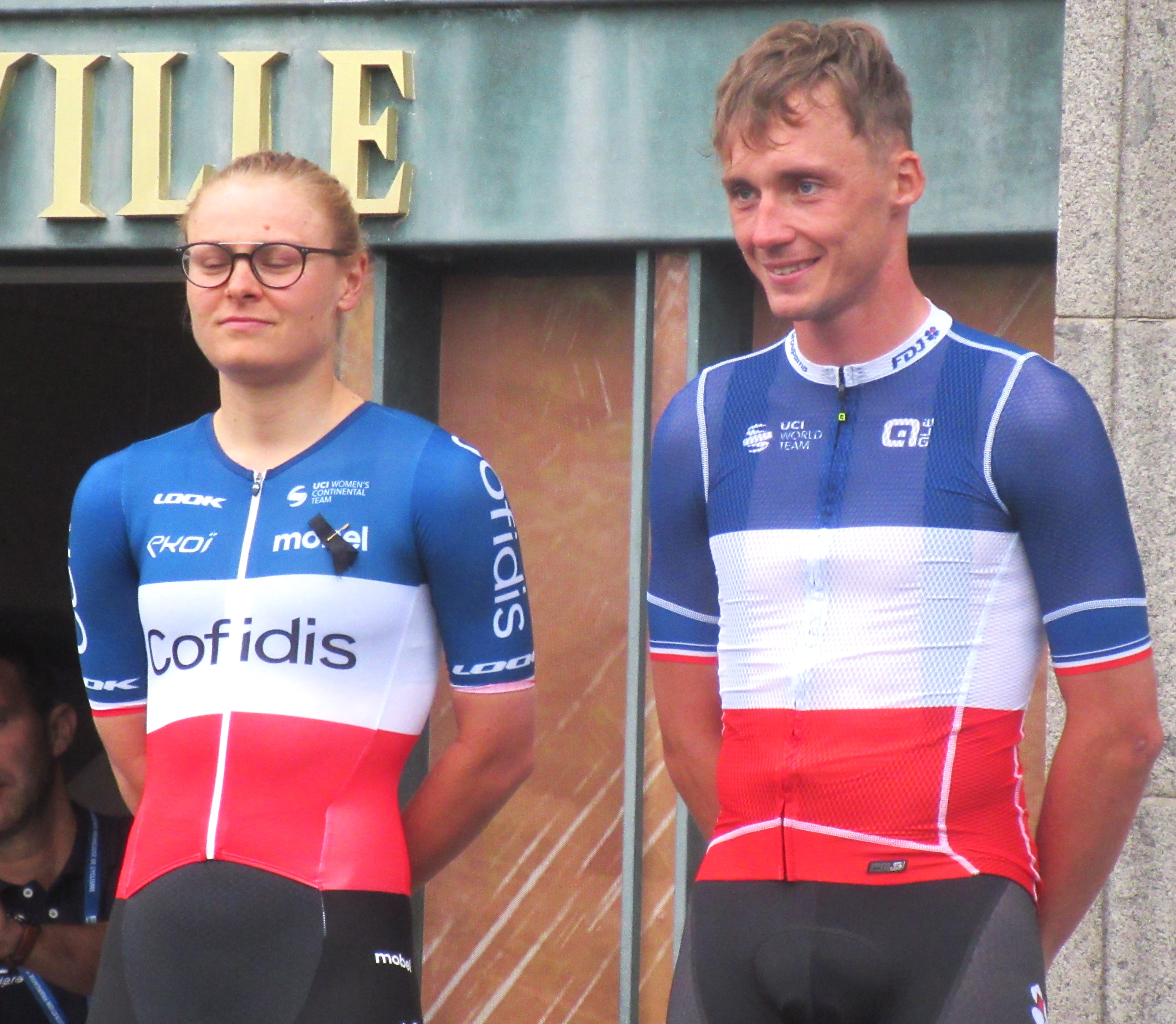
Les champions de France de cyclisme 2023, Victoire Berteau et Valentin Madouas, lors de la présentation des coureurs des championnats 2024 à Avranches.

#### Hommes
- Élites professionnels

| Épreuves         | Or               | Argent         | Bronze         |
| ---------------- | ---------------- | -------------- | -------------- |
| Course en ligne  | Valentin Madouas | Rudy Molard    | Julien Bernard |
| Contre-la-montre | Rémi Cavagna     | Bruno Armirail | Pierre Latour  |

- Élites amateurs

| Épreuves         | Or                      | Argent          | Bronze          |
| ---------------- | ----------------------- | --------------- | --------------- |
| Course en ligne  | Killian Verschuren      | Baptiste Huyet  | Clément Carisey |
| Contre-la-montre | Mathias Ribeiro Da Cruz | Baptiste Gillet | Yoann Paillot   |

#### Femmes
- Élites

| Épreuves         | Or               | Argent              | Bronze        |
| ---------------- | ---------------- | ------------------- | ------------- |
| Course en ligne  | Victoire Berteau | Marie Le Net        | Jade Wiel     |
| Contre-la-montre | Cédrine Kerbaol  | Audrey Cordon-Ragot | Coralie Demay |

## Avenir

### Programme
Le programme des épreuves Avenir disputées à Plédran est le suivant :
- Mercredi 2 août
  - Contre-la-montre individuel - Juniors (U19) femmes : 20,1 km
  - Contre-la-montre individuel - Juniors (U19) hommes : 20,1 km
  - Contre-la-montre individuel - Espoirs (U23) femmes : 20,1 km
  - Contre-la-montre individuel - Espoirs (U23) hommes : 20,1 km
- Jeudi 3 août
  - Course en ligne - Cadets (U17) : 81 km (6 tours)
  - Course en ligne - Minimes & Cadettes (U15/U17) : 54 km (4 tours)
- Vendredi 4 août
  - Contre-la-montre par équipe en relais - Juniors (U19) mixte : 32,1 km (16,1 km x2)
- Samedi 5 août
  - Course en ligne - Espoirs (U23) femmes : 94,5 km (7 tours)
  - Course en ligne - Espoirs (U23) hommes : 162 km (12 tours)
- Dimanche 6 août
  - Course en ligne - Juniors (U19) femmes : 81 km (6 tours)
  - Course en ligne - Juniors (U19) hommes : 121,5 km (9 tours)

### Podiums

#### Hommes
- Espoirs (U23)

| Épreuves         | Or                            | Argent                                     | Bronze                       |
| ---------------- | ----------------------------- | ------------------------------------------ | ---------------------------- |
| Course en ligne  | Alexy Faure-Prost (Bourgogne) | Maximilien Juillard (Auvergne-Rhône-Alpes) | Axel Huens (Hauts-de-France) |
| Contre-la-montre | Eddy Le Huitouze (Bretagne)   | Baptiste Gillet (Bretagne)                 | Pierre Thierry (Bretagne)    |

- Juniors (U19)

| Épreuves         | Or                       | Argent                    | Bronze                             |
| ---------------- | ------------------------ | ------------------------- | ---------------------------------- |
| Course en ligne  | Noé Melot (Région Sud)   | Hugo Tapiz (Région Sud)   | Edwin Mercier (Île-de-France)      |
| Contre-la-montre | Eliott Boulet (Bretagne) | Vincent Bodet (Occitanie) | Léo Bisiaux (Auvergne-Rhône-Alpes) |

- Cadets (U17)

| Épreuves        | Or                                 | Argent                     | Bronze                            |
| --------------- | ---------------------------------- | -------------------------- | --------------------------------- |
| Course en ligne | Hugo Boucher (Centre-Val de Loire) | Simon Schwartz (Grand Est) | Gaspard Presse (Pays de la Loire) |

#### Femmes
- Espoirs (U23)

| Épreuves         | Or                          | Argent                      | Bronze                       |
| ---------------- | --------------------------- | --------------------------- | ---------------------------- |
| Course en ligne  | Océane Mahé (Grand Est)     | Églantine Rayer (Normandie) | Maëva Squiban (Bretagne)     |
| Contre-la-montre | Églantine Rayer (Normandie) | Maëva Squiban (Bretagne)    | Charlotte Allard (Grand Est) |

- Juniors (U19)

| Épreuves         | Or                               | Argent                   | Bronze                              |
| ---------------- | -------------------------------- | ------------------------ | ----------------------------------- |
| Course en ligne  | Léane Tabu (Centre-Val de Loire) | Alice Brédard (Bretagne) | Marine Ferré (Auvergne-Rhône-Alpes) |
| Contre-la-montre | Léane Tabu (Centre-Val de Loire) | Alice Brédard (Bretagne) | Amandine Muller (Grand Est)         |

- Minimes/cadettes (U15/U17)

| Épreuves        | Or                          | Argent                  | Bronze                      |
| --------------- | --------------------------- | ----------------------- | --------------------------- |
| Course en ligne | Lana Le Guilloux (Bretagne) | Lise Revol (Région Sud) | Maeva Plagniol (Région Sud) |

#### Mixte
| Épreuves               | Or | Argent | Bronze |
| ---------------------- | --- | --- | --- |
| Relais - juniors (U19) | Comité Centre-Val de Loire - Florian Gaillard - Thibaud Duret - Nathanaël Boutron - Clémence Chéreau - Léane Tabu - Violette Demay | Comité Auvergne-Rhône-Alpes - Tom Lambert Wetzel - Louis Chaleil - Camille Charret - Marie Moissonnier - Marine Ferré - Nina Lavenu | Comité Bretagne - Pierre Choblet - Brayann Barguil - Ivann Ravaleu - Tifenn Yannic - Alice Brédard - Ilona Rouat |